# Gorenjska
Gorenjska (németül: Oberkrain, olaszul: Alta Carniola, magyarul Felső-Krajna) hegyes, alpesi földrajzi táj Szlovéniában, a Száva folyó északi folyásánál. Ljubljanától északnyugatra helyezkedik el, nyugaton az Isonzó folyó határolja, északon a Dráva, keleten pedig a Savinja. Szlovénia hét fő országrészének, tájegységének egyike, a többi hat a következő: Štajerska, Prekmurje, Koroška, Notranjska, Primorska, Dolenjska.
Szlovénia egyik gazdaságilag legfejlettebb vidéke, erős ipari szektorral rendelkezik, valamint jelentős turisztikai szektorral, mely egész éven át aktív. A mezőgazdaságban az állattenyésztés a legjelentősebb, mellette pedig a fafeldolgozás.
Nagyobb települések: Kranj, Jesenice, Domžale, Tržič, Škofja Loka, Kamnik és Medvode.

## Mezőgazdaság
Gorenjska az ország területének 10,5 százalékát képezi, a megművelhető földek 6,4 százalékát, szántóföldek 7,6 százalékát, erdőségek 12,4 százalékát, valamint a terméketlen földek 20,7 százalékát. A megművelhető földek összterülete 62 231 ha, ebből 11 922 ha mező és kert, 1887 ha gyümölcsöskert és 48 205 ha legelő. A földek többsége hegyeken található.

## Ipar
Az ipari szektorban három ág dominál: elektromos eszközök készítése, fából készült végtermékek gyártása, valamint a fémfeldolgozó ipar.

## Népesség
Lakosság száma: 395 808. A lakosság egynegyede Kranjban él. A többi települések fennsíkon vagy hegyszorosban helyezkednek el, ami miatt alacson a népszámuk. A 0-19 évesek a lakosság 29,68% képezik, a 20-64 év köztiek 57%, a 65 és attól öregebbek pedig 13,29%. A férfi neműek a lakosság 48,85% képezik, a nők pedig 51,15%.